# 阿拉蘭卡山
9°38′15″S 77°17′57″W / 9.63750°S 77.29917°W
阿拉蘭卡山（Araranca），是秘魯的山峰，位於該國北部安卡什大區，由瓦拉斯省的奧列羅斯區負責管轄，屬於布蘭卡山脈的一部分，海拔高度4,800米。